# Caradrina parvaspersa
Caradrina parvaspersa là một loài bướm đêm trong họ Noctuidae.